# يورن لينز
يورن لينز (بالألمانية: Jörn Lenz)‏ (12 أبريل 1969 في ألمانيا - ) هو مدرب كرة قدم ولاعب كرة قدم ألماني (وحمل سابقاً جنسية ألمانيا الشرقية) في مركز الدفاع. لعب مع إنيرجي كوتبوس ودينامو برلين ولوكوموتيف لايبزيغ وتنس بوروسيا برلين.

## وصلات خارجية
- يورن لينز على موقع قاعدة بيانات كرة القدم.إي يو (الإنجليزية)
- يورن لينز على موقع بيانات كرة القدم. دي إي (الألمانية)
- يورن لينز على موقع عالم كرة القدم.نت (الإنجليزية)